# Ducesa Augusta de Brunswick-Wolfenbüttel
Augusta de Brunswick-Wolfenbüttel (Augusta Caroline Friederika Luise; 3 decembrie 1764 – 27 septembrie 1788) a fost o prințesă germană și prima soție a lui Frederic de Württemberg. În familie, în general a fost numită "Zelmira". 
Augusta a fost copilul cel mare al lui Karl Wilhelm Ferdinand, Duce de Brunswick și a Prințesei Augusta a Marii Britanii. De asemenea, a fost sora Carolinei de Brunswick, care a fost soția regelui George al IV-lea al Marii Britanii.

## Căsătorie și copii
La 15 octombrie 1780 la Brunswick, la vârsta de 15 ani, s-a căsătorit cu Frederic de Württemberg. Frederic era fiul cel mare al lui Frederic Eugene, fratele mai mic a lui Karl Eugene, Duce de Württemberg, și moștenitor prezumptiv al ducatului (niciunul dintre unchii săi nu aveau fii).
Augusta și Frederic au avut patru copii:
- Prințul Wilhelm (1781–1864), care i-a succedat tatălui său ca regele Wilhelm I de Württemberg
- Prințesa Ecaterina (1783–1835); s-a căsătorit cu Jérôme Bonaparte, rege de Westphalia
- Prințesa Sophia Dorothea (1783–1784)
- Prințul Paul (1785–1852)

Sora lui Frederic, Sofia, s-a căsătorit cu Țareviciul Pavel, viitorul împărat al Rusiei. În 1782, Frederic a urmat-o pe Sofia în Rusia, unde împărăteasa Ecaterina a II-a l-a numit guvernator al Finlandei de est.
Căsătoria nu a fost una fericită. E posibil ca Frederic să fi fost bisexual și a avut o gașcă de tineri nobili. Avea 2,11 m și în jur de 200 de kg.
Augusta a început o relație cu Wilhelm von Pohlmann; curând a rămas însărcinată. La 27 septembrie 1788, la vârsta de 23 de ani, Augusta a intrat într-un travaliu prematur urmat de hemoragie. Temându-se atât de nașterea nelegitimă cât și de faptul că se va afla de relație, von Pohlmann a refuzat să trimită după un medic sau orice alt ajutor medical și Augusta a murit din cauza hemoragiei. A fost înmormântată în grabă într-un mormânt nemarcat în biserica de la Koluvere, iar moartea ei a fost anunțată împărătesei Ecaterina a II-a și părinților ei într-o misivă scurtă având drept cauză ruperea unui vas de sânge.